# Addio, mia bella Napoli!...
Addio, mia bella Napoli!... è un film muto italiano del 1917 diretto da Giuseppe De Liguoro.